# 元肃
元肃（？—533年4月5日），字敬忠，河南郡洛阳县（今河南省洛阳市东）人，追尊魏景穆帝拓跋晃曾孙，鄯善镇将、扶风王元怡长子，北魏宗室、官员。

## 生平
元肃以兖州平东府录事参军为起家官，转任徐州安东府录事参军。孝昌元年（525年），北魏徐州刺史元法僧背叛北魏投降南梁，元肃逃回朝，被授予给事中，转任直寝将军，又任直阁将军。天柱大将军尔朱荣在晋阳发兵时，元肃也参与了谋划。魏孝庄帝元子攸登基后，于建义元年四月甲辰（528年5月21日）封直阁将军元肃为鲁郡王，食邑一千户。当时北魏新设置了广州，就任命元肃为持节、后将军、广州刺史，很快调任卫将军、肆州刺史。元肃的弟弟元晔登基为皇帝后，封元肃为侍中、太师、录尚书事，很快改任使持节、都督青胶光齐南青五州诸军事、骠骑大将军、东南道大行台、青州刺史，没能赴任。普泰元年三月癸酉（531年4月5日），元肃被征召回朝担任太师。永熙二年三月甲午（533年4月15日），元肃去世，朝廷赠予使持节、侍中、骠骑大将军、司徒公、都督并恒二州诸军事、并州刺史、鲁郡王如故，永熙二年二月己未朔廿六日甲申（533年4月5日）葬于西陵。

## 家庭

### 祖父
- 元桢，北魏南安王[1]

### 父亲
- 元怡，北魏扶风王[1]

### 儿子
- 元道与，前将军、鲁郡王，北齐接受禅让后，爵位依例降低[11]